# Potencial de reforço
Em toxicologia, potencial de reforço é a propriedade que um fármacos ou drogas possuem de causar auto-administração repetida, sem necessidade de fatores externos ou causa aparente.

## Velocidade de reforço
A velocidade dos efeitos reforçadores influencia o consumo repetido. Deste modo, quanto maior a velocidade de ação, maior será o potencial de reforço. Cocaína e heroína podem produzir farmacodependência com mais facilidade que o fenobarbital, por exemplo.